# Ty la tigre della Tasmania 2: La banda del boomerang
Ty la tigre della Tasmania 2: La banda del boomerang (Ty the Tasmanian Tiger 2: Bush Rescue) è un videogioco d'azione sviluppato da Krome Studios e pubblicato nel 2004 da Electronic Arts per PlayStation 2, Xbox e Nintendo GameCube. Seguito di Ty la tigre della Tasmania, del gioco è stata realizzata una versione per Game Boy Advance. Nel 2003 il videogioco ha ricevuto un sequel, Ty the Tasmanian Tiger 3: Night of the Quinkan. Nel 2017 è stata realizzata una conversione per Microsoft Windows, distribuita tramite Steam. Successivamente è stato portato nel 2021 per Nintendo Switch tramite Nintendo eShop, per Xbox One tramire Xbox Live e per PlayStation 4 tramite PlayStation Store.

## Trama
Molto tempo fa, ci fu una battaglia tra Boss Cass e le tigri della Tasmania per i cinque talismani mistici che Cass voleva usare per invadere l'Australia. L'antagonista fu sconfitto, bandito per i suoi crimini e portato in carcere grazie ad un eroe che salvò il mondo: Ty, la tigre della Tasmania.
Un giorno, Ty e la sua amica Shazza furono avvertiti da Ranger Ken, dicendo loro che Boss Cass è fuggito dal carcere, e creò un proprio paese, chiamato Cassopolis. Tocca a Ty fermarlo nuovamente, e insieme a Dennis, una raganella, forma il Banda del boomerang, un'organizzazione per fermare Boss Cass. In una missione, Ty deve affrontare un Cybersauro, ovvero un Ankilosauro meccanizzato inviato da Fluffy, il nuovo scagnozzo di Cass; di seguito, mentre Ty cerca di fermare un incendio, Fluffy evoca Buster, un mostro formato da dei Nanobot gialli (dei piccoli robot simili ad insetti), per distrarre Ty.
Durante la battaglia, Ty riesce a rubare un NUT di dati, che poi porta a Julius (già comparso nel precedente capitolo), entrato a far arte del Bush Rescue. Julius, da quei dati, trova il piano di Cass: invadere la Terra con il suo esercito di lucertole mutanti.
In seguito a numerosi eventi, Ty, Sly (lo scagnozzo di Boss Cass nel primo capitolo che poi si ribella) e Shazza si dirigono nella sua tana per fermarlo; Shazza e Sly vanno ad aiutare gli abitanti di Burramudge, mentre Ty affronta Boss Cass in un vulcano. Cass invoca dei Nanobot verdi che formano un enorme robot che fa da boss finale. Dopo averlo battuto, Ty, Sly e Shazza ricevono una medaglia per aver salvato nuovamente la Terra. Di seguito, si vede Boss Cass in carcere che svolge il ruolo di cuoco e serve il pranzo ai suoi seguaci lucertole.

## Modalità di gioco
Ty, il protagonista, si trova nei fiumi del sud, un paesaggio rurale che contiene molte piccole divisioni, tra cui l'organizzazione La banda del boomerang, Burramudge e varie piccole zone. La maggior parte del gioco bisogna farlo a piedi, mentre in varie occasioni, Ty può utilizzare dei veicoli umani, tra cui camion, Go Kart, macchine, robot e sottomarini.
Il gioco è suddiviso in varie missioni che, completandole, si possono aiutare i cittadini di alcune città distruggendo oggetti fondamentali e affrontando dei boss. Dopo aver completato alcune missioni, sene sbloccherà una zona con una missione cruciale che progredisce il gioco e sblocca nuove aree. Uno degli attacchi di Ty è il boomerang, di cui due possono essere lanciati insieme per sconfiggere i nemici, manipolare oggetti e creare dei passaggi.
Alcuni boomerang possono essere comprati. Un altro attacco di Ty è il morso, che si scaglia contro il nemico più vicino.